# McDonaldland
McDonaldland er en fantasiverden som McDonald's igangsatte i Januar 1971. Det var et marketingsfremskridt der kørte fra 1970 og helt til starten af 2000'erne. Den originale version kørte dog kun til starten af 1980'erne. Fantasilandet blev introduceret fordi man ville promovere de nye familierestauranter som McDonald's opførte i starten af 1970'erne. Indtil da havde burgerkæden hovedsageligt kun bestået af drive in restauranter. Landet blev udfaset som McDonald's i 2000'erne skiftede brand.
Landet bestod af flere faste områder, som optrådte i reklamerne. Heri blandt kan blandt andre nævnes Milkshake Vulkanen, Apple Pie Træer (som dog blev spillet med mennesker indeni), Pommes Frites Buske, Hamburger Marken og Filet-O-Fish floden. I landet fandtes der også mange fantasifulde karakterer, som gik igen i reklamerne. Hovedpersonen er Ronald McDonald, der som den eneste af alle karaktererne har overlevet brandomlægningen i 2000'erne. Figurerne bestod både af venner og forbrydere.

## Historie
I de første McDonaldland reklamer indgik der en fortæller og der var et simpelt plot. McDonaldland reklamerne var inspireret af et lignende show der kørte sideløbende og var meget populært, nemlig H.R. Pufnstuf showet. I McDonaldland var der både karakterer med rigtige mennesker indeni, men også dukker. 
I 1974-1979 skete der en række ændringer i fantasilandet. En af de mest i øjenfaldende var at Grimace, en af skurkene, nu blev Ronald McDonalds bedste ven. Samtidig blev en ny karakter introduceret for en kort periode, nemlig Uncle O'Grimacey.
I 1980'erne blev hele McDonaldland ommøbleret. Mange af de klassiske figurer udgik, og de eneste der overlevede var Ronald McDonald, Grimace, Hamburglar og French Fry Goblinerne (Som senere blev omdøbt Fry Guys, for at gøre dem lidt mere børnevenlige). Mayor McCheese overlede også et stykke tid, men blev skiftet ud i midten af 1980'erne. De andre figurer blev fjernet fra showet, efter en stor retssag fra skaberne af H.R. Pufnstuf. Snart skulle en ny figur introduceres igen: Birdie "the Early Bird" indtog nu også McDonaldland, som efter renæssancen nu også havde rigtige levende personer med, selvom de stadig foregik i fantasilandet. Birdie skulle reklamere for morgenmadstilbudene der lige var blevet introduceret. Snart efter blev Happy Meal Banden og McNugget Buddies også introduceret, for at reklamere for henholdsvis Happy Meals og Chicken McNuggets.
I slutningen af 1990'erne og begyndelsen af 2000'erne introducerede McDonald's en række små film om McDonaldland, kaldt "The Wacky Adventures of Ronald McDonald", som indeholdt karaktererne Ronald McDonald, Grimace, Hamburglar, Birdie, samt et par nye karakterer som blandt andre Ronalds hund Sundae. I filmene startede karaktererne med at være i deres naturlige form fra reklamerne, men så ville de hoppe igennem et rør, eller en anden slags rejsemiddel, og så ville de blive animerede, og optræde som tegneserie figurere. Der blev lavet syv film, og man kunne købe dem hos McDonald's.
I dag er det kun Ronald McDonald der ses i McDonald's reklamer. Han ses dog ikke så tit i reklamerne i Danmark, men er stadig en velkendt figur i restauranterne, hvor han ofte kan opleves. Grimace er siden udfasningen optrådt i en reklame i USA, for kampagnen for Happy Meals med Monsters vs Aliens, og Hamburglar optrådte i en reklame for Big Macs, som dog mere henvendte sig til voksne.

## Retssagen
Skaberne af H.R. Hufnstuf var blevet kontaktet af reklamebureauet som skabte McDonaldland, fordi de ville forklare at de ville lave idéen om deres fantasiland om til reklamer. Reklamebureauet ville vide om Krofft brødrene havde lyst til at indgå et samarbejde, med henblik på at skabe det der skulle blive McDonaldland. De var i kontakt via telefon 7-8 gange, hvor de udvekslede idéer, men kort efter ringede en ansat ved reklamebureauet og fortalte, at reklameserien var blevet aflyst. I virkeligheden var idéen blevet købt af McDonald's, og de var i fuld gang med produktionen. Reklamebureauet havde hyret tidligere ansatte på H.R. Hufnstuf til at lave kostumer og kulisser, og havde endda ansat den samme stemmeekspert som Krofft brødrene også havde brugt. Sid og Marty Krofft blev aldrig krediteret eller betalt, selvom de havde været med til at skabe idéerne til grundlaget af McDonaldland.
I 1973 lagde Krofft brødrene sag an mod McDonald's og vandt. De sagde at McDonald's havde lavet en kopi af deres koncept, uden at have fået deres tilladelse. Denne anklage lå specielt på, at figuren Borgmester McCheese mindede underligt meget om H.R. Pufnstuf (borgmesteren og hovedpersonen i deres fantasiverden). McDonald's skulle betale $50.000 til Krofft brødrene. Senere blev sagen anket, og det endte med at McDonald's i 1977 skulle betale $1.000.000 til brødrene, og McDonald's måtte ikke længere gøre brug af sloganet "magical place" (dansk: magisk sted), samtidig med at mange af de originale figurer blev fjernet.

## Figurer
Der optrådte igennem de 30 år mange figurer i McDonaldland. Her er figurerne opdelt i deres tidsperioder:

### De faste
- Ronald McDonald – Hovedpersonen der, som den eneste, medvirkede i samtlige reklamer og film. Ronald McDonald figuren ses i form af en klovn.

- Grimace – Han blev introduceret i 1971 som "Evil Grimace" (dansk: Onde Grimace). Han havde to par arme som han brugte til at stjæle milkshakes og sodavand med. Året efter blev han dog lavet om til Ronald McDonalds godtroende ven Grimace, dog stadig med fire arme. I 1974 blev han redesignet til bare at have et par arme, og han var nu Ronalds, lidt klodsede, men allerbedste ven. Grimace optrådte i form af en lilla slimklat.

- Hamburglar – Han blev først introduceret i marts 1971 som en af skurkene. Han var en gammel mand med gråt hår og en lang næse. Senere i 1980'erne blev han dog ligesom Grimace redesignet, og kom nu mere til at ligne en rødhåret dreng. Hamburglar stjal oftest hamburgere (Deraf navnet Hamburglar – hamburger og burgler (tyv) i et ord). Han var klædt i en sort og hvid stribet trøje og bukser, en rød kappe, en bred sort hat og røde hansker. I en Wacky Adventures episoderne optræder han med grønne briller, en læderjakke, en stribet t-shirt, shorts og gummisko. Hamburglar talte ikke et almindeligt sprog, men mumlede lyde der kunne lyde som "robble robble". I 2015 blev han redesignet igen.

### De originale
- Fry Kids – De blev introduceret for at promovere McDonald's pommes fritter. De optrådte første gang i 1972. De blev i starten kaldt Gobliner, og var en slags skurke der stjal de andre figures pommes fritter. I 1980'erne blev de lavet mere børnevenlige, og blev nu kaldt Fry Guys. Nogle år senere, i 1987, ændrede de igen navn til Fry Kids, fordi en kvindelig version af dem også blev indført (kaldet Fry Girls). De var forskellig farvede, lange, og havde ben, men ingen arme.

- Mayor McCheese (Borgmester McCheese) – Han var en kæmpe cheesseburger, som var borgmester i McDonaldland. Han var en meget hyggelig og grinende og måske en smule ukompetent borgmester, og var en af de figurer der blev udfaset i episoderne efter retssagen. Han var bygget på idéen om figuren H.R. Hufnstuf.

- Officer Big Mac (Politibetjent Big Mac) – Han var, ligesom Mayor McCheese, også bygget på en burger. Faktisk, som navnet antyder, McDonald's signatur burger Big Mac. Han havde en Big Mac som hoved, og havde en blå politiuniform på. Han brugte det meste af tiden på at jagte Hamburglar og Captain Crook. Han blev også udfaset i showets renæssance.

- Captain Crook (Kaptajn Crook) – Han var baseret på Disney's Kaptajn Klo fra Peter Pan filmen fra 1953. Han optrådte første gang i 1970, i den første, og lidt uofficielle, McDonaldland reklame. Han brugte sin tid på at stjæle indbyggerne i McDonaldlands Filet-O-Fish, og flygtede altid fra Officer Big Mac i sit skib ad søveje. Han var en meget stor del af showet i 1970'erne, men blev i 1980'erne en mindre og mindre del af showet, til han til sidst var hel udfaset. Til sidst blev han bare kaldt "The Captain" (Kaptajnen).

- Professoren – Han var en skægget professor-type i en hvid laboratoriumkåbe. Han deltog i McDonaldland som opfinderen der opfandt ting til de andre karakterer. Han optrådte først i 1970, men var en meget stille og lille karakter, men over årerne voksede han, og i 1980 var han en meget stor del af showet. Han blev redesignet til at have en elpærer-hat og et overskæg i stedet for det store skæg i 1980'erne.

- Hamburgerne – Hamburgerne var levende små burgere, som voksede i Hamburgermarken, og blev plukket af de andre karakterer for at blive spist. De blev først inkluderet i showet i 1973. De blev ofte brugt i børnebøger eller som legetøj i Happy Meals.

### Renæssance figurerne
- Birdie "the Early Bird" – Hun var den første genkendelige kvindelige figur (man ved fx hvad køn Grimace er). Hun blev introduceret i februar 1980, for at promovere McDonald's morgenmad. Hun er en gul fugl med en lyserød flyverdragt, en traditionel flyhat og et halstørklæde. I reklamerne optræder hun som en lidt dårlig flyver, og i det hele taget lidt klodset. Historien om hende er at et æg faldt ned i McDonaldland en aften, og Ronald McDonald beslutter sig for at tage sig af det.

- Happy Meal Banden – Blev introduceret i 1984 for at promovere Happy Meals for børn. Banden bestod af en hamburger, en gang pommes frites og en sodavand. De fik senere selskab af McNugget Buddies.

- McNugget Buddies – De blev introduceret i 1989, for at promovere at man nu kunne få McNuggets. De hørte sammen med Happy Meal Banden.

- CosMc – Et rumvæsen som ikke optrådte særlig meget i reklamerne, faktisk kun i to af dem. I den første besøger han Ronald, Grimace og professoren midt i deres picnic, og bytter den mad som Ronald har medbragt for nogle blomster, men ender med at komme tilbage og dele maden med dem. Til sidst tager han tilbage til sit folk for at fortælle dem om McDonald's mad. Man møder ham også senere i en reklame i 1990'erne, hvor Ronald og de andre er taget til Månen.

- Iam Hungry – En orange fjerbold der kalder sig selv "vicepresident af snacks". Han er kendetegnet ved hele tiden at spise, og optræder i perioden 1998 til starten af 2001.

- Griddler – En karakter som ikke deltog i så mange reklamer, ligesom CosMc deltog han nemlig kun i to. Han blev introduceret i 2003, for at promovere McGriddles. Han gjorde det at han stjal dem fra Ronald McDonald og hans venner.

- Mikrofonen Mike – Blev kun brugt i en reklame, hvor han bevogtede dørene til McDonaldlands radiostation, hvor Ronald McDonald og nogle børn udsendte radioprogrammet "Silly Day Broadcast" (Fjolle dag udsendelsen).

### Specielle figurer
- Sundae – Optræder kun i Wacky Adventures filmene som Ronald McDonalds hund. Han taler i en monoton stemme, og siger nogle mærkelige negative sætninger midt i det hele. Han er specielt ikke særlig glad for Hamburglar. Han optræder som en almindelig hund i nogle reklamer i 2000'erne, uden alle de negative kommentarer.

- Uncle O'Grimacey – Grimaces onkel. Han optrådte kort i 1976, og kom først tilbage i 1986 for at promovere McDonald's St. Patrick's Day milkshake Shamrock Shake (en grønlig milkshake med mint smag, som kommer hvert år før St. Patrick's Day). Han er til forskel fra Grimace grøn, i stedet for lilla, da man ofte associere grøn med St. Patrick's Day og selve Irland.

- Bernice – Et mærkeligt væsen som kun optræder i en reklame, hvor hun spiser manuskriptet til en af reklamerne som Ronald er ved at lave.

- Grib – En grib der optræder i nogle reklamer enkelte reklamer og taler med en meget monoton stemme. I en episode låner han Ronald en fjer, så de kan genvinde Grimace forsvundne stemme, som ligger inde i en drage.

## References
1. ↑  #657 Memories of McDonaldland | 1000 Awesome Things
2. ↑  Google Scholar
3. ↑  The Straight Dope: Was McDonaldland plagiarized from the old "H. R. Pufnstuf" kids' TV show?
4. ↑  "History Characters". Arkiveret fra originalen 19. marts 2011. Hentet 26. marts 2011.